# Mein Bruder, meine Schwester (2021)
Mein Bruder, meine Schwester (italienisch Mio fratello, mia sorella) ist eine italienische Tragikomödie von Roberto Capucci aus dem Jahr 2021. Es handelt sich um eine Produktion der Streaming-Plattform Netflix, die am 8. Oktober 2021 veröffentlicht wurde.

## Handlung
Nachdem der Vater von Tesla starb, erben sie und ihr Bruder Nikola zu gleichen Teilen das Haus in Rom, in welchem Tesla ohnehin bereits gemeinsam mit ihrer Tochter Carolina und ihrem unter Schizophrenie leidenden Sohn Sebastiano leben. Carolina erhält, wie im Testament festgelegt, ein Wohnmobil.
Der Letzte Wille  des Vaters und Großvaters, der Astrophysiker war, besagt, dass Nikola und Tesla, die nach dem Physiker und Erfinder Nikola Tesla benannt wurden, ein Jahr gemeinsam in dem Haus zu leben hätten, bevor sie darüber anderweitig verfügen dürfen.
Somit zog der über viele Jahre verschwundene Nik zu Tesla und Sebastiano in das Haus, während Carolina auszieht und den Wohnwagen bezieht. Tesla ist jedoch nicht gut auf ihren Bruder zu sprechen, da dieser die Familie frühzeitig verließ und sie sich von ihm immer allein gelassen fühlte. Entsprechend ist er nicht Willkommen.
Tesla ist sehr besorgt um ihren schizophrenen Sohn Sebastiano, den sie zeitlebens zu beschützen versucht, weshalb sie ihn isoliert großzog. So verlangt sie auch von Nik, Sebastiano in Ruhe zu lassen und versucht deren Kontakt zu verhindern.
Sich dieser Regel widersetzend, geht Nik auf Sebastiano zu, und sehr positiv auf diesen ein. Sebastiano wird durch seinen imaginärer Freund Kelvin getrieben, mit ihm auf den Mars zu gehen. Es treibt ihn die Vorstellung, er müsse seine klassische Musik dort hin mitnehmen, da dies sonst kein anderer tut. Beide finden einen eine gemeinsame Ebene. Auf dieser Basis und da Nik seine Flucht von der Familie vor mehr als 20 Jahren erklären kann, fasst Tesla wieder Vertrauen zu ihm und kann so auch Sebastiano mehr Freiraum lassen.